# Хосе Альберто Рекверо
Хосе Альберто Рекверо Гарсія (ісп. José Alberto Recuero García; нар. 3 травня 1974, Барселона, Каталонія) — іспанський борець греко-римського стилю, бронзовий призер Середземноморських ігор, учасник десяти чемпіонатів світу, тринадцяти чемпіонатів Європи та двох Олімпійських ігор.

## Життєпис
Боротьбою почав займатися з 1982 року. 
У 18-річному віці вперше потрапив на Олімпіаду, що проходила у рідній Барселоні. Програвши дві стартові сутички, вибув зі змагань. Удруге взяв участь в Олімпіаді через 12 років в Афінах. Провів теж два поєдинки, здобув одну перемогу та зазнав однієї поразки, однак з підгрупи теж не вийшов.
Виступав за борцівський клуб «Baron Viver» Барселона. Тренери — Мануель Пенін (з 1982), Бернардо Мартінес (з 1992).

## Спортивні результати на міжнародних змаганнях

### Виступи на Олімпіадах
| Змагання                    | Збірна  | Вагова категорія                 | Місце |
| --------------------------- | ------- | -------------------------------- | ----- |
| Літні Олімпійські ігри 1992 | Іспанія | греко-римська боротьба, до 74 кг | 11    |
| Літні Олімпійські ігри 2004 | Іспанія | греко-римська боротьба, до 74 кг | 9     |

### Виступи на Чемпіонатах світу
| Змагання                        | Збірна  | Вагова категорія                 | Місце |
| ------------------------------- | ------- | -------------------------------- | ----- |
| Чемпіонат світу з боротьби 1994 | Іспанія | греко-римська боротьба, до 74 кг | 31    |
| Чемпіонат світу з боротьби 1995 | Іспанія | греко-римська боротьба, до 74 кг | 18    |
| Чемпіонат світу з боротьби 1997 | Іспанія | греко-римська боротьба, до 76 кг | 22    |
| Чемпіонат світу з боротьби 1997 | Іспанія | греко-римська боротьба, до 76 кг | 22    |
| Чемпіонат світу з боротьби 1998 | Іспанія | греко-римська боротьба, до 76 кг | 23    |
| Чемпіонат світу з боротьби 1999 | Іспанія | греко-римська боротьба, до 76 кг | 27    |
| Чемпіонат світу з боротьби 2002 | Іспанія | греко-римська боротьба, до 74 кг | 32    |
| Чемпіонат світу з боротьби 2003 | Іспанія | греко-римська боротьба, до 74 кг | 28    |
| Чемпіонат світу з боротьби 2005 | Іспанія | греко-римська боротьба, до 74 кг | 29    |
| Чемпіонат світу з боротьби 2006 | Іспанія | греко-римська боротьба, до 74 кг | 30    |

### Виступи на Чемпіонатах Європи
| Змагання                         | Збірна  | Вагова категорія                 | Місце |
| -------------------------------- | ------- | -------------------------------- | ----- |
| Чемпіонат Європи з боротьби 1994 | Іспанія | греко-римська боротьба, до 74 кг | 9     |
| Чемпіонат Європи з боротьби 1995 | Іспанія | греко-римська боротьба, до 74 кг | 17    |
| Чемпіонат Європи з боротьби 1995 | Іспанія | греко-римська боротьба, до 74 кг | 15    |
| Чемпіонат Європи з боротьби 1996 | Іспанія | греко-римська боротьба, до 74 кг | 25    |
| Чемпіонат Європи з боротьби 1996 | Іспанія | греко-римська боротьба, до 74 кг | 25    |
| Чемпіонат Європи з боротьби 1997 | Іспанія | греко-римська боротьба, до 76 кг | 20    |
| Чемпіонат Європи з боротьби 1998 | Іспанія | греко-римська боротьба, до 76 кг | 13    |
| Чемпіонат Європи з боротьби 1999 | Іспанія | греко-римська боротьба, до 76 кг | 15    |
| Чемпіонат Європи з боротьби 2000 | Іспанія | греко-римська боротьба, до 76 кг | 19    |
| Чемпіонат Європи з боротьби 2001 | Іспанія | греко-римська боротьба, до 76 кг | 5     |
| Чемпіонат Європи з боротьби 2002 | Іспанія | греко-римська боротьба, до 74 кг | 10    |
| Чемпіонат Європи з боротьби 2003 | Іспанія | греко-римська боротьба, до 74 кг | 24    |
| Чемпіонат Європи з боротьби 2005 | Іспанія | греко-римська боротьба, до 74 кг | 9     |

### Виступи на Середземноморських іграх
| Змагання                    | Збірна  | Вагова категорія                 | Місце  |
| --------------------------- | ------- | -------------------------------- | ------ |
| Середземноморські ігри 1993 | Іспанія | греко-римська боротьба, до 74 кг | 6      |
| Середземноморські ігри 1997 | Іспанія | греко-римська боротьба, до 76 кг | 7      |
| Середземноморські ігри 2001 | Іспанія | греко-римська боротьба, до 76 кг | 9      |
| Середземноморські ігри 2005 | Іспанія | греко-римська боротьба, до 74 кг | Бронза |

### Виступи на інших змаганнях
| Змагання                                                             | Збірна  | Вагова категорія                 | Місце |
| -------------------------------------------------------------------- | ------- | -------------------------------- | ----- |
| Олімпійський кваліфікаційний турнір з боротьби 2000 (Фаенца)         | Іспанія | греко-римська боротьба, до 76 кг | 10    |
| Олімпійський кваліфікаційний турнір з боротьби 2000 (Клермон-Ферран) | Іспанія | греко-римська боротьба, до 76 кг | 20    |
| Олімпійський кваліфікаційний турнір з боротьби 2000 (Колорадо)       | Іспанія | греко-римська боротьба, до 76 кг | 4     |
| Олімпійський кваліфікаційний турнір з боротьби 2004 (Новий Сад)      | Іспанія | греко-римська боротьба, до 74 кг | 8     |
| Олімпійський кваліфікаційний турнір з боротьби 2004 (Ташкент)        | Іспанія | греко-римська боротьба, до 74 кг | 4     |

### Виступи на змаганнях молодших вікових груп
| Змагання                                      | Збірна  | Вагова категорія                 | Місце |
| --------------------------------------------- | ------- | -------------------------------- | ----- |
| Чемпіонат світу з боротьби серед юніорів 1991 | Іспанія | греко-римська боротьба, до 74 кг | 4     |
| Чемпіонат Європи з боротьби серед молоді 1994 | Іспанія | греко-римська боротьба, до 74 кг | 5     |